# Sidney B. Sperry
Sidney Branton Sperry (ur. 26 grudnia 1895 w Salt Lake City, zm. 4 września 1977) – amerykański biblista, jeden z pionierów systematycznych badań nad Księgą Mormona.

## Życiorys
Urodził się w Salt Lake City, stolicy ówczesnego Terytorium Utah, jako syn Harrisona Sperry'ego oraz Josephine Titcomb. Ukończył L.D.S. High School w rodzinnym mieście. Studiował początkowo na Uniwersytecie Utah, uzyskał licencjat z zakresu chemii i geologii (1917). Podjął następnie pracę w United States Bureau of Metallurgical Research. Służbę misjonarską, w kulturze mormońskiej tradycyjnie podejmowaną wówczas przez młodych mężczyzn, odbył na południu Stanów Zjednoczonych (1919–1921). Zaniepokojony brakiem poważniejszych opracowań naukowych poświęconych pismom świętym należącym do mormońskiego kanonu podjął studia z zakresu Starego Testamentu na Uniwersytecie w Chicago. Magisterium uzyskał w 1926, doktorat, na tej samej uczelni, obronił w 1931. Był pierwszym mormonem z doktoratem z zakresu języków biblijnych. Kształcił się również w zakresie archeologii w Jerozolimie (1931–1932). Po powrocie do kraju podjął pracę na nowo utworzonym wydziale religii Uniwersytetu Brighama Younga (BYU). Specjalista w zakresie Starego Testamentu, w swej karierze dydaktycznej wykładał także przedmioty związane z Nowym Testamentem, Księgą Mormona czy historią starożytnego Rzymu. Kierował wydziałem religii BYU (1948–1954), był jednym z inicjatorów utworzenia wydziału archeologii na tym samym uniwersytecie. Wyróżniony Karl G. Maeser Distinguished Teaching Award (1962) oraz doktoratem honorowym BYU (1976). Na emeryturę przeszedł w 1971.
Mimo swej starotestamentalnej specjalizacji Sperry znany był prawdopodobnie najlepiej z badań nad Księgą Mormona. Jego szeroka działalność na tym polu starała się czerpać z aparatu naukowego biblistyki w gruntownej, wielowymiarowej analizie mormońskiej świętej księgi. Był jednym z pierwszych badaczy sugerujących, że należy ją uznać za arcydzieło literackie. Jako pierwszy podjął systematyczne badania nad wielogatunkowością tego świętego dla mormonów tekstu, wyodrębniając w nim szesnaście współistniejących gatunków literackich. Przypisuje mu się również ukucie terminu „Psalm Nefiego”, używanego na określenie wersetów 16-35 czwartego rozdziału 2. Księgi Nefiego. Bronił historyczności Księgi Mormona oraz jej semickiego pochodzenia. Wskazywał na obecność elementów typowych dla hebrajskiej poezji na kartach tego tekstu.
Pozostawił po sobie 18 publikacji książkowych, w tym opracowania poświęcone kolejno Naukom i Przymierzom oraz Perle Wielkiej Wartości. 3. Księgę Nefiego określał mianem amerykańskiej ewangelii, podkreślając, że stanowi ona samo sedno przesłania zawartego w Księdze Mormona.  
We wrześniu 1921, wkrótce po powrocie z misji, poślubił Evę Lilę Braithwaite. Para doczekała się ośmiorga dzieci. Publikował na łamach rozmaitych związanych z Kościołem periodyków, w tym „Liahony”, „Improvement Era” i „Instructor”. Był również uzdolniony muzycznie, ceniono go zwłaszcza jako organistę.